# Le chiavi di casa
Le chiavi di casa é um filme de drama italiano de 2004 dirigido e escrito por Gianni Amelio, Sandro Petraglia e Stefano Rulli. Foi selecionado como represente da Itália à edição do Oscar 2005, organizada pela Academia de Artes e Ciências Cinematográficas.

## Elenco
- Kim Rossi Stuart
- Charlotte Rampling
- Andrea Rossi
- Alla Faerovich
- Pierfrancesco Favino